# 和平與秩序拯救委員會
和平與秩序拯救委員會（俄语：Комитет спасения за мир и порядок）在2022年俄羅斯入侵烏克蘭中，俄羅斯佔領赫爾松州大部分領土後成立。委員會是俄佔赫爾松中最高行政和立法機構，於2022年3月10日成立。

## 成立
在2022年俄羅斯入侵烏克蘭期間，俄軍佔領赫爾松州大部分地區後，原烏克蘭赫爾松市市長弗拉基米爾·薩爾多以及前副市長謝爾蓋·切列夫科決定與俄羅斯合作。
最後，於3月10日「和平與秩序拯救委員會」宣布成立並由弗拉基米爾·薩爾多擔任主席，其目標是維護俄佔赫爾松的法律和秩序，以及與俄羅斯建立貿易、經濟和社會文化的關係。 

## 政策
該委員會遭到民眾的抵抗，其一些委員被烏克蘭國家安全局或烏克蘭游擊隊殺害。 
委員會最重要的政策之一是在俄佔赫爾松中引入俄羅斯盧布。 

## 另見
- 俄佔盧甘斯克
- 俄佔頓涅茨克
- 俄佔扎波羅熱
- 俄佔赫爾松